# Бермбах
Бермбах (нім. Bermbach) — громада в Німеччині, розташована в землі Тюрингія. Входить до складу району Шмалькальден-Майнінген. Складова частина об'єднання громад Газельгрунд.
Площа — 6,26 км2. Населення становить Невірний параметр metadata 16 066 008 ос. (станом на 31 грудня 2021).

## Галерея

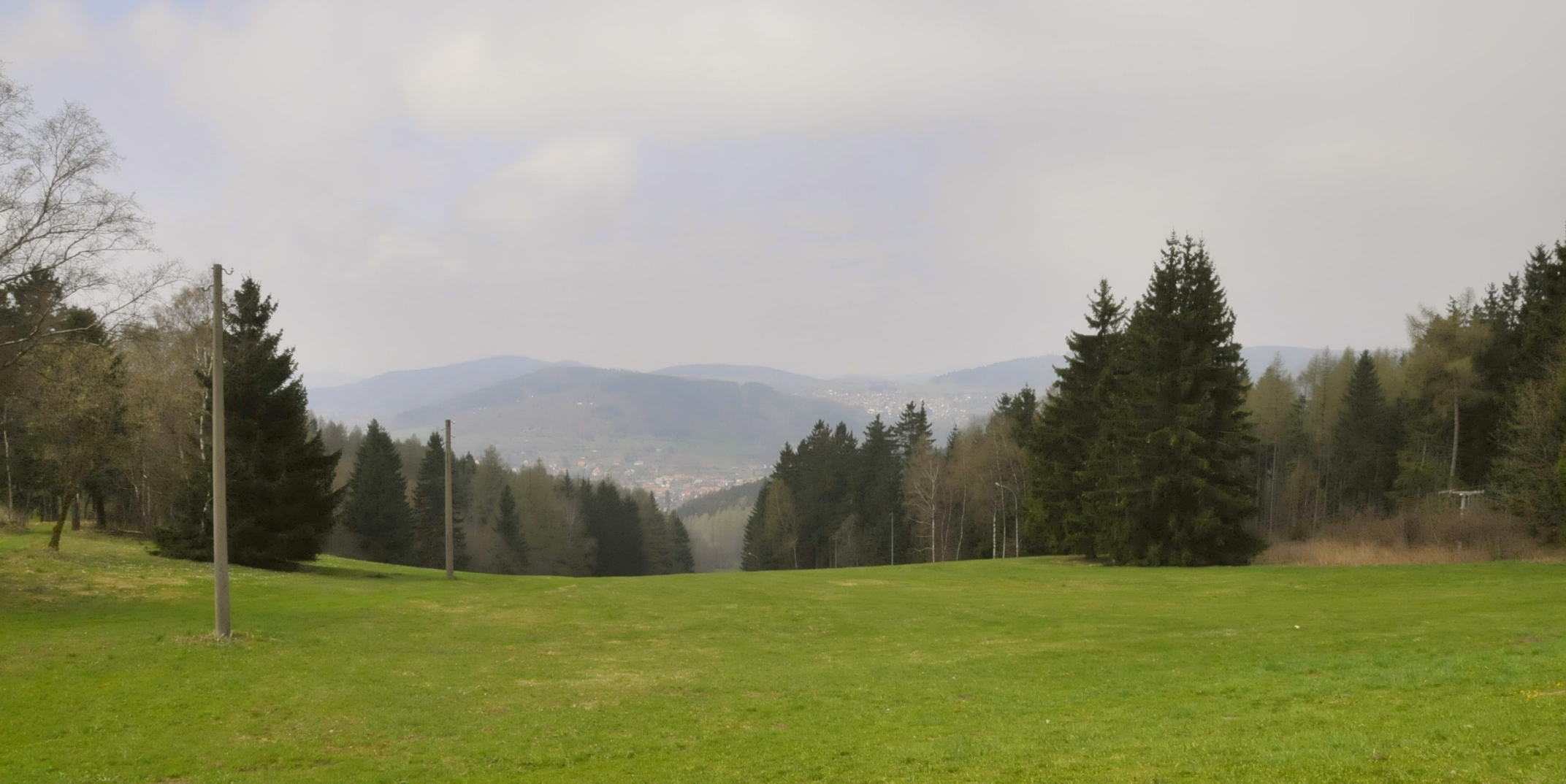